# الفريق بي
الفريق بي (بالإنجليزية: Team B)‏ كان جزءا من تحليل تنافسى بدأ بواسطة موظفى الحكومة الأمريكية في سبعينات القرن العشرين لتحليل المعلومات الاستخبارية على الاتحاد السوفيتي. الفريق بى كان عبارة عن مجموعة من الخبراء غير العاملين في الاستخبارات ليقابلوا مجموعة من موظفى وكالة الاستخبارات الأمريكية المعروفين باسم الفريق إيه (بالإنجليزية: Team A)‏
.
عارض الفريق بى تقديرات المخابرات الوطنية بشأن الاتحاد السوفيتى تلك التقديرات التي يتم إنتاجها سنويا، وكان وجه الاعتراض أن هذه التقديرات قللت من حجم القوة العسكرية السوفيتية، ولم تستطع تفسير نوايا السوفييت الاستراتيجية.ماتوصل اليه الفريق تم تسريبه للصحافة في محاولة غير ناجحة ضمن مفاجأة أكتوبر لإخراج جيمي كارتر من عرضه الرئاسى عام 1976.
تقارير الفريق بى أصبحت الأساس الفكرى لفكرة نافذة الثغرات والتدعيم الهائل للقدرات العسكرية والذي ابتدأ بنهاية فترة كارتر وبداية فترة رونالد ريجان.

تم التصديق على الفريق بى من قبل مدير المخابرات المركزية جورج بوش الأب.كان عدد أعضاء الفريق ستة عشرة خبيرا من خارج الوكالة ليقوموا بمراجعة بيانات عالية السرية مستخدمة داخل الوكالة وذلك لتقييم حسابات الوكالة السنوية للقدرات الاستراتيجية السوفيتية.

كان هناك ثلاثة فرق:
- فريق قام بدراسة قدرات الدفاع الجوى المنخفضة للسوفييت.
- فريق قام بفحص قدرات الصواريخ الروسية الباليستية العابرة للقارات.
- وفريق قام بالتحقيق في السياسة الاستراتيجية الروسية وأهدافها.

و الفريق الثالث المرؤوس باستاذ هارفارد ريتشارد بايبس، هو الذي نال في النهاية قدر كاف من الشهرة وهو عامة ما يرمز اليه بالفريق بى في وسائل الاعلام.

## التكوين
في عام 1974، ألبرت وولستيتر، مدرس ب جامعة شيكاجو، اتهم وكالة الاستخبارات الأمريكية المركزية بالاستمرار في تقليل حجم انتشار الصواريخ السوفيتية، في مقالته المنشورة عام 1974 في مجلة السياسة الخارجية والمعنون: هل يوجد سباق تسلح استراتيجى؟, وتوصل فيه إلى أن الولايات المتحدة الأمريكية سمحت للاتحاد السوفيتى بتحقيق تفوق عسكري بعدم غلقها فجوة الصواريخ.كثير من المحافظين بدأو بعدها هجوم منظم على تقييم الوكالة السنوى للخطر السوفيتى.
تم اختيار مؤسسة لجنة مستشارى الرئيس للشئون الخارجية لتقوم باختبار تحليلات السى آى ايه، ورأس هذا الفريق:
- ريتشارد بايبس، مؤرخ من هارفادر ومتخصص في التاريخ الروسي.
- باول نيتزى، والذي ساعد بإنشاء تجمع على الخطر القائم، والذي كان من أهدافه رفع الوعى بالهيمنة النووية السوفيتية المزعومة وليضغط على القيادات الأمريكية لغلق الفجوة.

الفريق تضمن الأعضاء التاليين:
- كلير بوث لوسى
- جون كونالى
- دانيال أو جراهام
- إدوارد تيلر
- توماس وولف
- بول وولفيتز

في عام 1975، أعضاء لجنة مستشارى الرئيس للشئون الخارجية بسؤال مدير المخابرات الأمريكية المركزية ويليام كولبى للتصديق على مبادرة إنتاج التقييمات التنافسية للخطر السوفيتى، لكن كولبى رفض التصديق على الطلب معللا الرفض بأنه من الصعب تصور أن مجموعة مستقلة منشأة لعرض وحيد من المحللين تستطيع تجهيز تقييم أكثر شمولا وتفصيلا من تقييمات مجتمع المخابرات للقدرات الاستراتيجية السوفيتية."
في عام 1976 عندما أصبح جورج بوش الأب الرئيس الجديد للاستخبارات المركزية، جددت وحدة مشورة الرئاسة للاستخبارات الخارجية طلبها بتقييم تنافسى للتهديدات الخارجية، بالرغم من معارضة كبار المحللين لهذا الطلب، قام بوش بمناقشة الأمر مع البت الأبيض والحصول على إشارة البدء بالتنفيذو بحلول 26 مايو من نفس العام وقع على تنفيذ التجربة.

## التقييمات
الفريق بى توصل لاستنتاج أن الاتحاد السوفيتى قام بتطوير أنواع جديدة من أسلحة الدمار الشامل، مثال على ذلك أسطول غواصات مسلحة نوويا تستخدم نظام للسونار لا يعتمد على الترددات الصوتية وغير قابل للاكتشاف من التكنولوجيا الغربية المنافسة.
عندما عارضت وكالة المخابرات الأمريكية المركزية أن الفوضى الاقتصادية في الاتحاد السوفيتى كانت تعوق إنتاج منظومة دفاع جوى، اعترض الفريق بى بأن الاتحاد السوفيتى كان يحاول خداع الجمهور الأمريكي لكن في الحقيقة منظمة دفاعهم الجوية كانت تعمل بكفاءة.
بعض الأعضاء كانوا يحبذون توجيه ضربة أولية ضد الاتحاد السوفيتى.

استنتج الفريق بى أن الاتحاد السوفيتى لم يلتزم بسياسات تأكيد التدمير المتبادل، لكن في المقابل آمنوا بأنهم يستطيعون الفوز في الحرب النووية في الحال.
كان ذلك بمثابة الصدمة للكثيرين في ذلك الحين.

لكن بايبس جادل فيما بعد، بعد انهيار الاتحاد السوفيتى بأن ذلك تم اثباته على الأقل جزئيا.

بدأ دونالد رامسفيلد بالقاء الخطب حول تجاهل السوفييت لمعاهدات كسنجر وتدعيم أسلحتهم في السر وذلك بنية مهاجمة الولايات المتحدة الأمريكية.
رفضت المخابرات الأمريكية المركزية تقييمات الفريق بى واعتبروا ادعاءات رامسفيلد خيال في خيال، وأشاروا إلى أن الاتحاد السوفيتى كان يتفكك من الداخل، وبصعوبة يطمعون المواطنين وسينهار في عضون عقد أو عقدين بدون تدخل خارجى.

واحد من كبار محللى السى آى ايه أطلق عليها لقب محكمة كانجارو من نقد خارجى ينبع كله من وجهة نظر واحدة.

## النقد
- طبقا لدكتور أنى كان (وكالة نزع والتحكم في التسليح، 1977-1980), تحليل الفريق بى لمنظومات الأسلحة ثيت فيما بعد أنها زائفة.

«أستطيع القول أنها جميعا فانتازيا... لو فحصت معظم ادعاءات الفريق بى بشأن منظومات الأسلحة، ستجدهم جميعا مزيفين.»
- مدير المخابرات وقتها جورج بوش الأب، استنتج أن أسلوب الفريق بى وضع في الحسبان عملية أدت إلى استغلالها نفسها لأغراض شخصية أكثر من التقدير الدقيق.[7][10]
- باول رانكى، موظف بوكالة نزع والتحكم في التسليح في زمن الفريق بى كتب:

«|مهما يمكن أن يقال حول تقييم القدرات الاستراتيجية بواسطة مجموعة من الخبراء الخارجيين، عدم الفاعلية في الوصول لنتائج مفيدة بواسطة خبراء الأهداف الاستراتيجية الخارجيين هي وحدها دليل ذاتى.الأكثر من ذلك فشل الفريق بى بدأ من اختيار الأعضاء أنفسهم، بدلا من تضمين وجهات نظر كثيرة تم اختيارهم من أفراد صنعوا تاريخهم المهنى من خلال النظر للتهديد السوفيتى كجرس إنذار..»
- محرر مجلة التايم ستروب تالبوت قرر في عام 1990 أن:

«|سمح بوش لمجموعة من الخارجيين، والمتعمد تكديسهم مع الصارمين، ليقوموا بالتخمين ثانية في اكتشافات الوكالة.لم يكن مفاجئا أن كانت النتيجة تصوير نوايا السوفييت، وأن المقدرات السوفييتية والتي بدت متطرفة وقتها تبدو سخيفة عندما ننظر إليها الآن.».
- ريتشارد بايبس عرض تحليل للمعارضين،[1] وفي 2003 قال:

«تعاملنا مع مشكلة وحيدة فقط: ماستراتيجية الاتحاد السوفيتى للأسلحة النووية؟تم توجيه الفريق بى للنظر في الأدلة وليرى ان كنا نستطيع استنتاج أن الاستراتيجية الحقيقة للسوفييت مختلفنة عن استراتيجيتنا، والآن وضح تماما أنها كانت مختلفة».
- أيضا في عام 2003 إدوارد جاى ابشتين عرض أن الفريق بى كان نشاط مفيد في التحليل التنافسى.[13]